# A marlyi vízvezeték (Sisley-kép)
A marlyi vízvezeték (L'Aqueduc de Marly), ismert még A louveciennes-i vízvezeték címen is, Alfred Sisley 1874-es festménye, amely az ohiói Toledo Museum of Art gyűjteményének része.
A vízvezeték az 1600-as években épült egy összetett rendszer részeként, amelynek feladata a Szajnából kiemelt víz eljuttatása volt a marly-le-roi-i és a versailles-i kastély vízeséseihez és szökőkútjaihoz.
Sisley képén a hatalmas, már nem üzemelő építmény mögött az őszi ég ragyogó kékje tölti ki a vásznat. A képen egyetlen alak látható, aki a helyi milícia egyenruhájában lovagol. Jelenléte a vízvezeték elszigeteltségét és elhanyagoltságát hangsúlyozza. Úgy tűnik, az építményt lassan meghódítja környezete, amelyben áll. Sisley képén az emberkéz alkotta építmény mulandósága áll szemben az örökké megújuló természettel, ezt hangsúlyozzák a művész változatos és gyors ecsetvonásai.